# 祇陀寺 (金沢市)
祇陀寺（ぎだじ）は石川県金沢市にある曹洞宗の寺院。大乗寺の末寺。鳳凰山。

## 歴史
創建は1325年（正中2年）。大智祖継の開山で、加賀河内荘吉野郷（吉野谷村）に創建された。（当時は獅子山）
寺名の祇陀は釈尊に祇園精舎を施入した祇陀太子に因む。戦国末期に戦乱で伽藍焼失。
近世初期には前田家の庇護を得、越中宇山、金沢八坂、西町を経て、現地に至った。